# With Love and Sadness
With Love and Sadness ist ein Jazzalbum von Matt Slocum. Die 2021 entstandenen Aufnahmen erschienen am 18. März 2022 auf Sunnyside Records.

## Hintergrund
Schlagzeuger Matt Slocum nahm das während einer Reise in die Wildnis von Maine konzipierte Album mit Walter Smith III (Saxophon), Taylor Eigsti (Piano) und Larry Grenadier am Bass auf. Die Musik wurde als einzelnes Werk komponiert und nicht als einzelne „Melodien“, und der Erzählbogen ist als durchgehendes Ganzes strukturiert, mit Nebenhandlungen, die um und innerhalb der beiden Seiten der LP geformt sind, hieß es in den Liner Notes.
Das Album spiegelt die jüngsten Demonstrationen gegen Polizeigewalt und Rassismus und für mehr Gerechtigkeit in verschiedenen US-Städten wider und thematisiert, ob das „amerikanische Experiment“ vielleicht ein Fehlschlag ist. In den Liner Notes schreibt Slocum: „Der größte Teil des Stücks folgt einer klanglichen Flugbahn, die sich vom Optimismus wegbewegt, aber an einer Art blinder Hoffnung und Schönheit (real oder eingebildet) in unserem kollektiven Veränderungspotenzial festhält.“

## Titelliste
- Matt Slocum – With Love and Sadness (Sunnyside SSC 1648)[2]

1. Prelude 4:53
2. First Light 5:20
3. An Evolving Alliance 7:25
4. End of the Season 6:26
5. Precipice 8:28
6. An Abandoned Illusion 1:17
7. America Revisited 4:31

Die Kompositionen stammen von Matt Slocum.

## Rezeption
Ken Micallef schrieb in JazzTimes, mit sechs Alben habe Schlagzeuger/Komponist Matt Slocum das geschaffen, was sich alle Musiker wünschen: einen einzigartigen Sound, der eine besinnliche, meditative Stimmung schaffe. Überraschenderweise basiere dieser nicht auf Slocums Schlagzeugspiel, sondern auf seinen Kompositionen.
Manche Jazz-Schlagzeuger seien hart im Nehmen, allesamt muskulöse Ellbogen, schrieb Steve Futterman im New Yorker; „andere, wie Matt Slocum, sind Verführer, die durch die Kraft der Finesse betören.“ Die Musiker, die Slocums raffinierte Kompositionen auf seinem Album „With Love and Sadness“ zum Besten geben – Walter Smith III, Taylor Eigsti und Larry Grenadier – würden ebenfalls konzentriertes Understatement verwenden, um ihre überzeugendsten Argumente vorzubringen.